# هوش فولين
هوش فولين (بالإنجليزية: Hoch Fulen)‏ هو أحد جبال سلسلة جبال الألب غلاروس وجزء من القمة الأم تودي يقع في كانتون أوري, سويسرا. يبلغ ارتفاع الجبل حوالي 2506 متر، بينما يبلغ ارتفاع نتوء الجبل 261 متر.